# Masakatsu Miyamoto
Masakatsu Miyamoto (宮本 征勝 Miyamoto Masakatsu?,  4 de julio de 1938 en Ibaraki - 7 de mayo de 2002 en Ibaraki) fue un futbolista japonés que se desempeñaba como defensa.
Miyamoto jugó 44 veces y marcó 1 goles para la Selección de fútbol de Japón entre 1958 y 1971. Miyamoto fue elegido para integrar la selección nacional de Japón para los Juegos Olímpicos de Verano de 1964 y 1968.

## Trayectoria

### Clubes
| Club              | País  | Año         |
| ----------------- | ----- | ----------- |
| Furukawa Electric | Japón | 1961 - 1974 |

### Selección nacional
| Selección | País  | Año         |
| --------- | ----- | ----------- |
| Absoluta  | Japón | 1958 - 1971 |

## Estadística de equipo nacional
| Selección de Japón | Selección de Japón | Selección de Japón |
| Año                | Part.              | Goles              |
| ------------------ | ------------------ | ------------------ |
| 1958               | 1                  | 0                  |
| 1959               | 8                  | 0                  |
| 1960               | 1                  | 0                  |
| 1961               | 6                  | 0                  |
| 1962               | 7                  | 0                  |
| 1963               | 4                  | 0                  |
| 1964               | 1                  | 0                  |
| 1965               | 2                  | 1                  |
| 1966               | 5                  | 0                  |
| 1967               | 1                  | 0                  |
| 1968               | 2                  | 0                  |
| 1969               | 2                  | 0                  |
| 1970               | 0                  | 0                  |
| 1971               | 4                  | 0                  |
| Total              | 44                 | 1                  |

## Palmarés

### Títulos nacionales
| Título             | Club                  | País  | Año  |
| ------------------ | --------------------- | ----- | ---- |
| Copa del Emperador | Universidad de Waseda | Japón | 1963 |
| Copa del Emperador | Furukawa Electric     | Japón | 1964 |

### Distinciones individuales
| Distinción                                      | Año  |
| ----------------------------------------------- | ---- |
| Japan Soccer League Best XI                     | 1966 |
| Japan Soccer League Best XI                     | 1967 |
| Japan Soccer League Best XI                     | 1968 |
| Inducido al Salón de la Fama del fútbol japonés | 2005 |